# Vallverd (Tarragona)
Vallverd es una localidad española del municipio de Sarral, perteneciente a la provincia de Tarragona, en la comunidad autónoma de Cataluña.

## Historia
A mediados del siglo XIX, el lugar, por entonces con ayuntamiento propio, tenía contabilizada una población de 67 habitantes. La localidad aparece descrita en el decimoquinto volumen del Diccionario geográfico-estadístico-histórico de España y sus posesiones de Ultramar de Pascual Madoz de la siguiente manera: 

VALLVERT: l. con ayunt. en la prov. y dióc. de Tarragona (7 leg.), part. jud. de Montblanch (2 1/2), aud. terr., c. g. de Barcelona (13). sit. en una hondonada, rodeado de profundos barrancos; su clima es bastante húmedo y frio, pero sano. Tiene 30 casas; una igl. parr. (San Juan Bautista) aneja de la de San Mateo de Rocafort, servida por un vicario; el cementerio está fuera de la pobl. El térm. confina N. Conesa; E. Viure; S. Montbrió, y O. Rocafort. El terreno es de ínfima calidad; sus vertientes dan origen á un arroyuelo que se une al Anguera: le cruza el camino de herradura que conduce de Sta Coloma de Queralt á la conca de Bárbara. prod.: trigo, legumbres, patatas y poco vino. pobl.: 18 vec., 67 alm. cap. prod.: 548,988. imp.: 24,005.
(Madoz, 1849, p. 610)

Hoy día pertenece al municipio de Sarral. En 2022, la entidad singular de población tenía empadronados 28 habitantes y el núcleo de población 27 habitantes.

## Demografía
| Gráfica de evolución demográfica de Vallvert de Queralt entre 1842 y 1877 |
| |
| Población de derecho según los censos de población del INE Población de hecho según los censos de población del INEEn estos censos se denominaba Vallvert: 1842, 1857 y 1860 Entre el censo de 1857 y el anterior, crece el término del municipio porque incorpora a 43087 (Montbrió de la Marca) Entre el censo de 1887 y el anterior, este municipio desaparece porque cambia de nombre y aparece como el municipio 43087 (Montbrió de la Marca) |

## Patrimonio
En la localidad hay una iglesia bajo la advocación de San Juan Bautista.